# Halvvingar
Halvvingar (Hemiptera) är en insektsordning, vars viktigaste kännetecken är ofullständig förvandling, sugande och stickande mundelar i form av en ledad snabel och oftast två par vingar som skiljer sig något mellan undergrupperna.  
Omkring 50 000 till 80 000 kända arter räknas till denna ordning.
Halvvingarna har en sugsnabel som ofta är tillbakaböjd under huvudet i vila. Denna bildas huvudsakligen av underläppen i form av en lång och smal ränna uppdelad i 3–4 tvärleder. Den vid roten bredare öppningen täcks av den jämförelsevis korta överläppen. Denna ränna omsluter de övriga mundelarna som en skida. Dessa övriga mundelar utgörs av två par mycket tunna stickborst. Palper saknas, men spetsen av den rännformiga underläppen utgör troligtvis ett känselorgan. 
Av mellankroppens tre leder är den främsta, prothorax, vanligen större än de övriga och fritt rörlig. Vingarna hos halvvingar är oftast ungefär lika till storlek, och mer eller mindre hinnaktiga. I vila kan de vara takformigt eller platt hoplagda över bakkroppen. Framvingarna är hos undergruppen skinnbaggar (Heteroptera) i sin främre del läderartade, medan bakre delen i likhet med bakvingarna vanligen är hinnaktig. Det är denna karaktär hos vingarna som ligger bakom namnet halvvingar. Nymfstadier (larver) av halvvingar är alltid vinglösa, och även könsmogna, fullbildade djuren kan vara vinglösa i alla livsstadier.
Bakkroppen är i hela sin bredd hopvuxen med mellankroppen. På ovansidan av bakkroppen hos skinnbaggar finns körtlar som utsöndrar kemiska ämnen som kan lukta obehagligt för människor, till exempel hos bärfisarna och flera ängsskinnbaggar (Miridae). 
Halvvingar har ofullständig förvandlig (hemimetabolism) och förökar sig sexuellt genom att lägga ägg. Puppstadium saknas helt. Larverna, ofta kallade nymfer, liknar ofta de fullbildade insekterna. Detta till skillnad från insekter med fullständig förvandling (holometabolism) som har larver som inte alls liknar de fullbildade individerna, samt ett puppstadium. Utvecklingen hos halvvingar till ett könsmoget stadium sker som hos alla andra insekter med upprepade ömsningar av exoskelettet. Vinganlagen framträder ofta i näst sista eller sista nymfstadiet som korta stumpar. Hos bladlöss förekommer ofta generationsväxling, då generationer med sexuell förökning, det vill säga med både hannar och honor som parar sig och lägger ägg, ersätts av generationer med enbart honor som kan föröka sig asexuellt (partogenetiskt) genom kloning. Då läggs inte ägg som befruktats av hannar, utan honorna kan föda mindre kopior av sig själva.  
Hos halvvingar är majoriteten växtsugare, men några är rovdjur som äter andra små leddjur. Rovlevande arter är ofta nyttodjur som effektivt håller efter andra populationer av insekter. Ett mycket litet antal är specialiserade parasiter som får näring genom att suga blod från varmblodiga djur, som vägglöss. Bland halvvingarna finns några ekonomiskt viktiga arter som räknas som växtskadegörare och som kan påverka produktionen av kulturväxter negativt. 